# Haean-kuyŏk
L'arrondissement (ou canton) de Haean (해안구역 ; 海岸區域) est l'un des arrondissements (ou cantons) qui constituent la ville de Hamhŭng. Il a été créé en décembre 1990 à la suite de la décomposition de l'arrondissement (ou canton) de Sŏngchŏn (성천구역 ; 城川區域) en plusieurs arrondissements (ou cantons) dont l'un est l'arrondissement de Fleuve Sŏngchŏn (성천강구역 ; 城川江區域).

## Divisions administratives
L'arrondissement (ou canton) de Haean est composé de dix quartiers (tong) et de trois communes (ri).

### Quartiers
- Unsŏng-1 (운성1동 ; 雲城1洞)
- Unsŏng-2 (운성2동 ; 雲城2洞)
- Ryongsŏng-1 (룡성1동 ; 龍城1洞)
- Ryongsŏng-2 (룡성2동 ; 龍城2洞)
- Kumpit (금빛동 ; 금빛洞) anciennement Kuryong-1 (구룡1동 ; 九龍1洞)
- ŭnbit (은빛동 ; 은빛洞) anciennement Kuryong-1 (구룡2동 ; 九龍2洞)
- Unjung-1 (운중1동 ; 雲中1洞)
- Unjung-2 (운중2동 ; 雲中2洞)
- Songhŭng (송흥동 ; 松興洞)
- Ryongam (룡암동 ; 龍岩洞)

### Villages
- Sudo (수도리 ; 洙道里)
- P'ungdong (풍동리 ; 豊東里)
- Tŏkpung (덕풍리 ; 德豊里)